# Paula Barreto
Pour les articles homonymes, voir Barreto.
Paula Barreto (née le 31 août 1979 à Medellín, Colombie), est une actrice colombienne. Elle est la sœur de l'actrice María Teresa Barreto.

## Filmographie

### Telenovelas
- 2006 : Súper Pa : Daniela Venegas
- 2006 : En los tacones de Eva : Clarisa
- 2007 : Sobregiro de amor : Pilar
- 2007 : Cómplices : Atenea Mirabán
- 2008 : Doña Bárbara : Luisana Requena[1]
- 2008 : Sin senos no hay paraíso : Bárbara
- 2009 : Niños ricos pobres padres : Dorotea Cortés
- 2009-2010 : Amor en custodia : Carlota Coronado
- 2010 : El clon : Amalia Santos
- 2010-2011 : Ojo por ojo : Melba
- 2011 : La chica de mis sueños : Ximena Suárez
- 2011-2012 : Primera dama : Luciana "Luci" Cuadra
- 2012 : A corazón abierto : Fabiana de Maza
- 2013 : Doubles Jeux (¿Quién eres tú?) : Julieta Seles
- 2014 : La suegra : Marcela Burgos Maldonado
- 2015-2016 : Las santísimas : Diana Dorantes
- 2015-2016 : Quien mató a Patricia Soler : Daniela Contreras de Sotomayor
- 2015-2016 : Anonima : Betina Serrano
- 2015-2016 : Yo soy Franky : Sofía Andrade

### Séries télévisées
- 2013 : Mujeres al límite : Diana (participation spéciale)
- 2010 : El Cartel 2 : Larissa de Casas
- 2004 : La vida es una canción : Karina

### Films
- 2011 : El escritor de telenovelas : Gabriela